# Saturday Night Fever (comédie musicale)
Pour les articles homonymes, voir Saturday Night Fever (homonymie).
Saturday Night Fever est une comédie musicale juke-box créée en 1998 d'après le film homonyme, lui-même inspiré par un article du journaliste Nik Cohn publié en 1975 dans le New York Magazine. Le livret du spectacle musical est de Nan Knighton, en collaboration avec Arlene Phillips, Paul Nicholas et Robert Stigwood. La musique et les paroles ont été écrites par les Bee Gees.

## Productions

### Production originale à Londres (1998)
La production originale de Saturday Night Fever a eu lieu dans le West End de Londres, au London Palladium du 5 mai 1998 au 26 février 2000. Chorégraphié et mis en scène par Phillips, le casting original était composé d'Adam Garcia dans le rôle de Tony et d'Anita Louise Combe dans celui de Stephanie. Le spectacle a reçu trois nominations aux Laurence Olivier Awards pour Adam Garcia dans la catégorie meilleur acteur dans une comédie musicale, Phillips en tant que meilleur metteur en scène et dans la catégorie meilleure production dune comédie musicale originale. Un album issu de cette production a été publié chez Polydor Records.

### Production à Broadway (2000)
Toujours sous la direction de Phillips, la production américaine ouvre le 21 octobre 1999 au Minskoff Theatre, pour 501 représentations. Le casting comprenait James Carpinello dans le rôle de Tony et Paige Price dans celui de Stephanie, Orfeh pour Annette, Paul Castree pour Bobby C. et Bryan Batt pour DJ Monty.

### Tournée britannique (2000)
La première tournée au Royaume-Uni a eu lieu du 11 novembre 2000 au 29 septembre 2001.

### Production argentine (2001)
Une production argentine a ouvert à El Nacional, Buenos Aires, le 4 avril 2001 jusqu'au 28 juillet 2001. Le casting avait pour les rôles principaux Darío Petruzio et Silvia Luchetti.

### Production néerlandaise (2001)
Le producteur Joop van den Ende, fondateur de la société Stage Entertainment monte une production néerlandaise au Beatrix Theater nouvellement acheté à Utrecht, le 17 juin 2001 jusqu'au 23 février 2003. Le casting comprenait Joost de Jong dans le rôle de Tony Manero, Chantal Janzen dans celui de Stephanie.

### Production mexicaine (2003)
Du 27 mars 2003 au 28 septembre 2003, le spectacle est joué au Teatro Pedregal, à Mexico avec Mauricio Martínez dans le rôle de Tony Manero, Lisset dans celui de Stephanie, Gisela Sehedi pour Annette, Jaime Rojas pour Monty et Eduardo Partida pour Bobby C.

### Seconde tournée britannique (2003)
En 2003, une deuxième tournée du spectacle est montée à travers le Royaume-Uni et en Irlande du 1er mars au 19 juin 2004.

### Reprise à Londres (2004)
Le spectacle est remonté à Londres du 6 juillet 2004 au 16 février 2006 à l'Apollo Victoria Theatre, avant une longue tournée britannique. Le casting est composé de Stephane Anelli dans le rôle de Tony et Zoe Ebsworth dans celui de Stephanie, Kym Marsh pour Annette et Shaun Williamson pour DJ Monty.

### Troisième tournée britannique
Devant le succès des productions précédentes, une troisième tournée anglaise commence le 12 septembre 2005, alors que le spectacle est également joué dans le West End. Elle se poursuit jusqu'au 5 août 2006.

### Tournée asiatique (2007)
En janvier 2007, le spectacle commence sa tournée au Théâtre National de Corée, à Séoul, en Corée du Sud où il est resté pendant 10 semaines avant de se lancer à travers le continent, en jouant à Daegu Opera House, à Daegu, en Corée du Sud et dans le Taipei International Convention Centre, à Taiwan. Le casting comprenait une grande partie du casting de la tournée britannique 2005/2006 Circuit dont Sean Mulligan, Jayde Westaby et Rebecca Dent. La tournée s'est achevée le 27 mars 2007.

### Production espagnole (2009)
Une production a été créée au Teatro Coliseum de Madrid du 19 février au 30 août 2009. Produit par Stage Entertainment, le casting comprenait Juan Pablo Di Pace, Beatriz Ros, Isabel Malavia, Zenón Recalde et Guillermo Sabariegos. Le 6 décembre 2009, la production espagnole a débuté une tournée nationale qui a été jouée jusqu'au 30 mai 2010. Pour cette production, cinq chansons ont été enregistrées en espagnol à des fins promotionnelles.

### Reprise néerlandaise (2012)
Une nouvelle production est montée aux Pays-Bas en février 2012 avec Joey Ferre, Noortje Herlaar, Michelle Splietelhof, Laurie Reijs et Rogier Komproe.

### Production allemande (2013)
Une nouvelle version du spectacle a été créée pour The English Theatre de Francfort, mis en scène par Ryan McBryde, chorégraphié par Darragh O'Leary, avec de nouveaux arrangements musicaux et la supervision musicale de Paul Herbert. Le spectacle propose est une productions totalement différente des versions antérieures. Le spectacle est revisité et utilise les dialogues et les chansons du film original. Le casting est plus petit et plus simple. Le spectacle a été donné du 2 novembre 2013 et a été prolongé jusqu'au 27 avril 2014.

### Quatrième tournée britannique (2014)
En novembre 2014, une nouvelle tournée britannique débute au théâtre royal, de Bath. Mis en scène par Ryan McBryde avec la supervision musicale, les arrangements et orchestrations de Paul Herbert. Andrew Wright rejoint l'équipe en tant que chorégraphe et Mike Turnbull les rejoint en tant que directeur musical. Le casting est composé de Danny Bayne, Naomi Slights, Rhona McGregor, Matthew Quinn, Bracken Burns, Aston New et Sally Peerless.

### Production australienne (2015)
Le World Community Theatre à Redcliffe (Queensland) accueille la production australienne en mars 2015. L'équipe de production comprend Trent Sellars comme directeur adjoint, Sherree Drummond comme directeur musical et Jason Robert comme chorégraphe.

### Production française (2017)
Une adaptation française axée sur la danse est montée à Paris au Palais des sports à partir du 9 février 2017. Mis en scène par Stéphane Jarny et chorégraphié par Stéphane Roy, le casting est composé de Nicolas Archambault, Fauve Hautot, Fanny Fourquez, Gwendal Marimoutou, Vinicius Timmerman, Nevedya, Flo Malley et Stéphan Rizon.

### Tournée canadienne de la production française (2017, 2018)
Après 72 représentations à Paris, le Spectacle s'installe au Capitole de Québec pour 50 représentations d'été du 27 juin au 3 septembre 2017 et au Théâtre St-Denis de Montréal du 14 mars au 1er avril 2018.
Le spectacle a le droit à une deuxième tournée de prolongations. 51 Représentation du 27 juin au 26 août 2018 à Québec, et du 28 août au 2 septembre 2018 à Montréal.
Gwendal Marimoutou et Nicolas Archambault sont rejoints par une nouvelle troupe canadienne composée d'Amélie B.Simard, Matthieu Lévesque (entre autres).

## Chansons
| Acte I - Stayin' Alive - Boogie Shoes (musique et paroles d'Harry Casey et Richard Finch) - Disco Inferno (musique et paroles de Leroy Green et Ron Kersey) - Night Fever - Disco Duck (musique et paroles de Rick Dees) - More Than a Woman - If I Can't Have You - It's My Neighborhood - You Should Be Dancing | Acte II - Jive Talkin' - First and Last/Tragedy - What Kind of Fool (Musique et paroles de Albhy Galuten (en) et Barry Gibb) - Nights on Broadway - Night Fever (Reprise) - Open Sesame (musique et paroles de Ronald Bell) - More Than a Woman - Salsation (Musique et paroles de David Shire) - Immortality - How Deep Is Your Love |

Le spectacle change en 2004 et suit cet enchaînement musical
| Acte 1 - Overture - Stayin' Alive - Night Fever - Stayin' Alive (Reprise) - Boogie Shoes - Underscore Music - Disco Inferno - Dance Backing - Nightfever - Disco Duck - More than a Woman - Words - Boogie Shoes (Reprise) - It's My Neighbourhood - You Should be Dancing | Acte 2 - Jive Talkin - More than a Woman (Reprise) - First and Last Tragedy - Stayin' Alive (Reprise) - Tragedy (Reprise) - How Deep is Your Love - If I Can't Have You - Nights on Broadway - Open Sesame - More Than a Woman - Salsation - Immortality - Manhattan Skyline/Jive Talkin (Underscore) - How Deep is Your Love - Megamix- Night Fever, Stayin Alive, Disco Inferno, You Should be Dancing |

La liste des chansons est à nouveau révisée à l'occasion de la reprise de la tournée 2006
| Acte 1 - Overture - Stayin' Alive - Night Fever - Stayin Alive' (Reprise) - Boogie Shoes - Disco Inferno - Night Fever - Disco Duck - More than a Woman - Stayin Alive (Reprise) - Boogie Shoes (Reprise) - If I Can't Have You - It's My Neighbourhood - You Should Be Dancing | Acte 2 - Jive Talkin - More than a Woman (reprise) - First and Last Tragedy - Stayin' Alive (reprise) - Tragedy (reprise) - How Deep is Your Love - If I Can't Have You (reprise) - Nights on Broadway - Open Sesame - More Than a Woman (reprise) - Salsation - Immortality - How Deep is your Love - Megamix- Night Fever, Stayin' Alive, Disco Inferno, You Should be Dancing |

Le spectacle change en 2017 à Paris puis au Canada, et devient selon les ayants droit des Bee Gees, la version de référence pour le Monde et suit cet enchaînement musical
| Acte 1 - Overture - Stayin' Alive - You Should Be Dancing (Mr Fosco) - A 5th of Beethoven (Odyssée 2001) - Salsation (Entrée de Stéphanie Mangano) - Night Fever - Jive Talkin' (Terrain de Basket) - If I Can Have You (Up Tempo) - More Than A Woman - Nights On Disco Mountain (Répétition Tony Manéro et Stéphanie Mangano) - Disco Inferno - If I Can Have You (Accoustique Annette) - Nights On Broadway - Stayin' Alive (Reprise) - You Should Be Dancing Final Acte 1, Radio Edit) | Acte 2 - A 5th of Beethoven (Pont Verrazano) - What Kind Of Fool - Tragedy (Bobby) - Nights On Disco Mountain (Bagarre Barracuda vs Bande de Tony) - Boogie Shoes (Concours Couple Afro) - You Should Be Dancing (Concours Tony Manero et Stéphanie Mangano) - Salsation (Concours Couple Latino) - Immortality (Mort de Bobby) - How Deep is Your Love - Disco Inferno (Final) - If I Can Have You (Reprise, Radio Edit) |